# Guerre anglo-zouloue
 (juillet 2012).
Si vous disposez d'ouvrages ou d'articles de référence ou si vous connaissez des sites web de qualité traitant du thème abordé ici, merci de compléter l'article en donnant les références utiles à sa vérifiabilité et en les liant à la section « Notes et références ».
Guerre anglo-zouloue
Batailles
- Inyezane
- Isandhlwana
- Rorke's Drift
- Eshowe
- Ntombe
- Hlobane
- Kambula
- Gingindlovu
- Ulundi

La guerre anglo-zouloue est un conflit militaire qui oppose les forces de l'Empire britannique et celles de l'empire zoulou en 1879 dans l'actuelle Afrique du Sud. 
Elle fut marquée par des batailles particulièrement sanglantes et constitua une étape importante dans la colonisation de la région du Natal. La guerre annonça le début du déclin du royaume zoulou qui sera annexé définitivement en 1897.
À la suite d'une campagne par laquelle le secrétaire d'État aux Colonies, Henry Herbert, transforme la province du Canada en une fédération, des partisans de l'extension de l'empire britannique pensent que des actions militaires et politiques combinées pourraient réussir avec les différents royaumes africains, les zones tribales et les républiques Boers en Afrique du Sud. En 1874, Henry Bartle Frere est envoyé en Afrique du Sud en tant que haut-commissaire de l'Empire britannique pour mettre le plan en action. Parmi les obstacles étaient la présence des États indépendants de la République sud-africaine du Transvaal et du Royaume zoulou et son armée. Bartle Frere, de sa propre initiative, sans l'approbation du gouvernement britannique, et avec l'intention de déclarer une guerre avec les Zoulous, envoie un ultimatum le 11 décembre 1878 au roi zoulou Cetshwayo, lequel ne pouvait pas s'y conformer,. Cetshwayo n'obtempère pas et Bartle Frere envoie Lord Chelmsford envahir le Zoulouland. La guerre est remarquable pour plusieurs batailles particulièrement sanglantes, y compris une victoire des Zoulous à Isandlwana, ainsi que pour être un point de repère dans la chronologie de l'impérialisme dans la région. La guerre a finalement abouti à une victoire britannique et la fin de l'indépendance de la nation zouloue.

## Contexte

### Empire britannique
Dans les années 1870, l'Empire britannique possède des colonies dans le sud de l'Afrique, riveraines de diverses colonies boers, de royaumes indigènes africains tels que celui des Zoulous et de nombreuses zones tribales et États autochtones. Les interactions avec ceux-ci conduisent à une politique expansionniste. La colonie du Cap est formée après le traité anglo-néerlandais de 1814 qui cède de façon permanente la colonie néerlandaise du Cap aux Britanniques, et son territoire s'élargit très nettement dans les années 1800. La colonie du Natal était une colonie britannique dans le sud-est de l'Afrique qui avait été proclamée colonie britannique le 4 mai 1843, après que le gouvernement britannique ait annexé la république Boer de Natalia.
La découverte de diamants en 1867 près de la rivière Vaal, quelque 890 km au nord-est du Cap, met fin à l'isolement des Boers de l'intérieur et change l'histoire sud-africaine. La découverte déclenche une « ruée vers le diamant » qui attire des gens du monde entier, ce qui transforme Kimberley en une ville de 50 000 habitants en cinq ans et attire l'attention des intérêts impériaux britanniques. Dans les années 1870, les Britanniques annexent le Griqualand Occidental, site des découvertes de diamants de Kimberley.
En 1874, Henry Herbert, secrétaire d'État aux Colonies, qui avait implanté la fédération avec succès au Canada en 1867, pense qu'un régime semblable pourrait fonctionner en Afrique du Sud. Le plan pour l'Afrique du Sud appelle à la domination d'une minorité dirigeante blanche sur une majorité noire subjuguée fournissant un grand réservoir de main-d'œuvre bon marché pour les fermiers boers et les plantations de sucre et mines britanniques. Carnarvon, dans une tentative d'étendre l'influence britannique en 1875, approche les états Boer de l'État libre d'Orange et la république du Transvaal et essaye d'organiser une fédération des territoires britanniques et Boer, mais les chefs boers refusent.

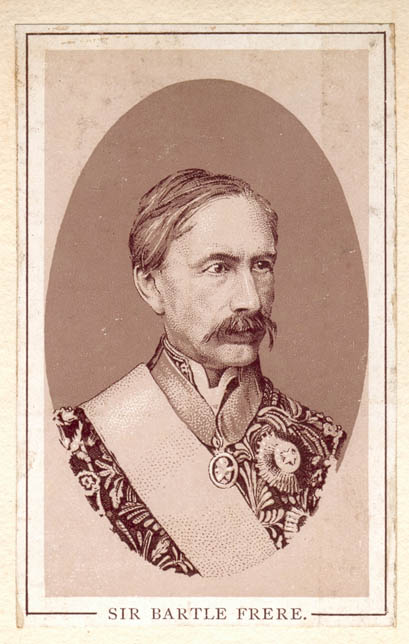
Sir Henry Bartle Frere

En 1877, Sir Henry Bartle Frere est fait haut-commissaire pour l'Afrique australe par Lord Carnarvon. Carnarvon incite Bartle Frere à faire respecter son plan de confédération, en retour, Bartle Frere pourrait alors devenir le premier gouverneur britannique du dominion fédéré d'Afrique australe. Bartle Frere avait été envoyé en Afrique du Sud en tant que haut-commissaire pour y parvenir. Un des obstacles à un tel régime était la présence des états indépendants de la République sud-africaine du Transvaal et du Royaume du Zoulouland. Bartle Frere ne perd pas de temps à mettre le régime de l'avant et crée un casus belli contre les Zoulous en exagérant l'importance du nombre d'incidents récents.
En 1877, Sir Theophilus Shepstone, le ministre britannique délégué aux affaires autochtones dans le Natal, annexe la République du Transvaal pour la Grande-Bretagne grâce à un mandat spécial.
Les Boers du Transvaal s'y opposent mais tant que la menace zouloue est là, ils se retrouvent entre les deux. Ils craignent que s'ils prennent les armes pour résister à l'annexion britannique activement, le roi Cetshwayo et les Zoulous profitent de l'occasion pour attaquer. Les annexions successives britanniques, en particulier l'annexion du Griqualand Occidental, cause un climat de malaise larvé dans les républiques Boers.
Shepstone, en sa qualité de gouverneur britannique du Natal, exprime ses préoccupations au sujet de l'armée zouloue du roi Cetshwayo et sa menace potentielle pour le Natal, en particulier compte tenu de l'adoption par certains Zoulous de vieux fusils et d'autres armes à feu dépassées. Dans son nouveau rôle d'administrateur du Transvaal, il est maintenant responsable de la protection du Transvaal et a une implication directe dans le différend frontalier zoulou avec le Transvaal. Les manifestations continuelles des Boers et les manœuvres diplomatiques de Paul Kruger ajoutent de la pression. Il y a des incidents impliquant des actions paramilitaires zouloues des deux côtés de la frontière Transvaal/Natal et Shepstone commence à considérer de plus en plus le roi Cetshwayo, qui n'avait jusqu'à présent trouvé aucun défenseur dans le Natal à part l'évêque Colenso, comme ayant permis de tels « outrages » et ayant une « attitude défiante ».
Colenso plaide pour les Africains indigènes du Natal et du Zululand qui sont traités injustement par le régime colonial dans le Natal. En 1874, il prend parti pour Langalibalele (en) et les tribus Hlubi et Ngwe pour les représenter auprès du Secrétaire aux Colonies, Lord Carnarvon. Langalibalele avait été faussement accusé de rébellion en 1873 et reconnu coupable à la suite d'une mascarade de procès et emprisonné à Robben Island. En prenant le parti de Langalibalele contre le régime colonial du Natal et Shepstone, Secrétaire aux Affaires autochtones, Colenso se trouve encore plus séparé de la société coloniale du Natal.
Les préoccupations de l'évêque Colenso sur l'information trompeuse qui est fournie au Secrétaire des Colonies à Londres par Shepstone et le gouverneur du Natal l'incitent à défendre la cause des Zoulous contre l'oppression des Boers et les empiétements officiels. Il est un critique éminent des efforts de Sir Bartle Frere pour dépeindre le royaume zoulou comme une menace pour Natal.
Ses campagnes révèlent l'obscure fondement raciste que sous-tend le régime colonial du Natal et lui fait des ennemis parmi les colons.
L'administration tory du Premier ministre du Royaume-Uni Benjamin Disraeli à Londres ne voulait pas d'une guerre avec les Zoulous. « Le fait est », écrit Sir Michael Hicks Beach, qui remplace Carnarvon comme secrétaire d'État aux Colonies en novembre 1878, « que la situation en Europe de l'Est et en Inde […] sont si graves que nous ne pouvons pas avoir une guerre zouloue en plus d'autres problèmes plus importants et trop probables ». Cependant Bartle Frere est déjà haut-commissaire et gouverneur de la colonie du Cap depuis 1877 avec le mandat de créer une Confédération d'Afrique du Sud à partir des diverses colonies britanniques, républiques boers et des états indigènes et ses plans sont bien avancés. Il conclut que le puissant royaume zoulou était sur son chemin et est donc réceptif aux arguments de Shepstone que le roi Cetshwayo et son armée zouloue constitue une menace pour la paix de la région. Les préparatifs d'une invasion britannique du royaume zoulou avait été en cours depuis des mois. En décembre 1878, malgré la réticence du gouvernement britannique pour se lancer dans une autre guerre coloniale, Frere présente à Cetshwayo l'ultimatum que l'armée zouloue doit être dissoute et que les Zoulous acceptent la résidence des Britanniques. Ceci est inacceptable pour les Zoulous et si Cetshwayo avait accepté, il aurait perdu son trône.

### Royaume zoulou

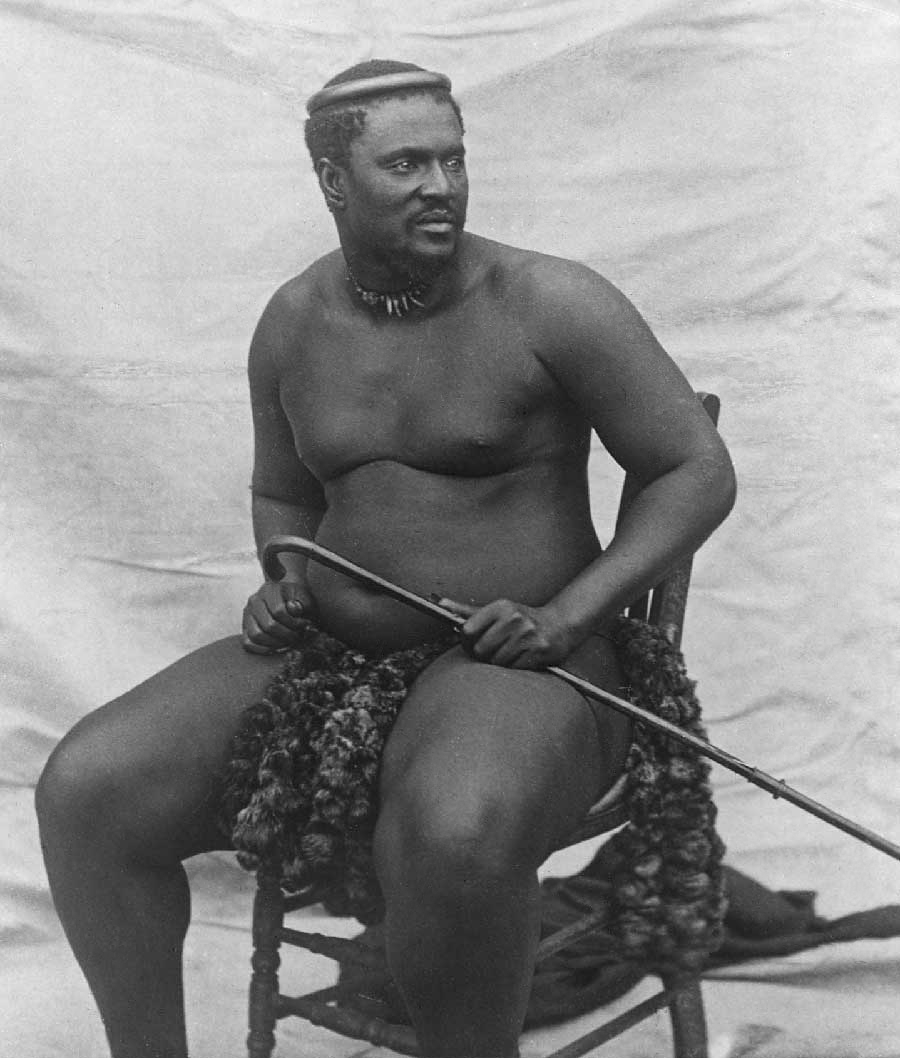
Photographie de Cetshwayo (1875)

Chaka, le premier roi zoulou a, par la guerre et la conquête, fait de la petite tribu zouloue le grand royaume zoulou qui, en 1825, englobe une superficie de 30 000 km2. En 1828, il est assassiné à Dukuza (en) par un de ses izinDuna et deux de ses demi-frères, dont l'un, Dingane kaSenzangakhona, lui succède en tant que roi.
Pendant les années 1830, les Boers migrants entrent en conflit avec le royaume zoulou alors dirigé par Dingane. Celui-ci subit une défaite écrasante le 16 décembre 1838, quand il attaque un groupe de 470 colons Voortrekkers dirigés par Andries Pretorius à la bataille de Blood River. Le demi-frère de Dingane, Mpande kaSenzangakhona, fait alors défection avec 17 000 partisans et s'allie avec les Boers contre Dingane. Dingane est assassiné et Mpande devint roi de l'empire Zoulou.
En 1839 les Boers Voortrekkers, sous Pretorius, forment la République de Natalia au sud de la rivière Tugela et à l'ouest de la colonie britannique de Port-Natal (maintenant Durban). Mpande et Pretorius entretiennent des relations pacifiques. Cependant en 1842, la guerre éclate entre les Britanniques et les Boers, ce qui entraîne l'annexion de Natalia. Mpande déplace son allégeance vers les Britanniques et reste en bons termes avec eux.
En 1843 Mpande ordonne une purge des dissidents dans son royaume. Il en résulte de nombreux morts et la fuite de milliers de réfugiés dans les régions voisines, y compris le Natal sous contrôle britannique. Beaucoup de ces réfugiés ont fui avec les bovins, la principale mesure de la richesse chez les Zoulous. Mpande commence à piller les régions environnantes, aboutissant à l'invasion du Swaziland en 1852. Cependant, les Britanniques font pression pour qu'il se retire, ce qu'il a fait rapidement. À cette époque, une bataille de succession éclate entre deux des fils de Mpande, Cetshwayo et Mbuyazi. Cela aboutit en 1856 à la bataille de Ndondakusuka, qui laisse Mbuyazi mort. Cetshwayo se met alors à usurper l'autorité de son père. Lorsque Mpande meurt de vieillesse en 1872, Cetshwayo prend sa place.
En 1861, Umtonga, frère de Cetshwayo et autre fils du roi zoulou Mpande, fuit vers le district d'Utrecht et Cetshwayo assemble une armée sur cette frontière. Selon les affirmations présentées plus tard par les Boers, Cetshwayo offrit aux agriculteurs une bande de terre le long de la frontière s'ils lui livraient son frère. Les Boers acceptent à la condition que la vie d'Umtonga soit épargnée et, en 1861, Mpande signe un acte de transfert de cette terre aux Boers. La limite sud du terrain ajouté à Utrecht va du gué de Rorke sur la rivière Buffalo à un point situé sur la rivière Pongola.
La frontière est balisée en 1864 mais quand, en 1865, Umtonga fuit le Royaume zoulou pour le Natal, Cetshwayo, voyant qu'il avait perdu sa part du marché (car il craignait qu'Umtonga pourrait être utilisé pour le supplanter, comme Mpande avait été utilisé pour remplacer Dingane), fait enlever les balises et réclame également la terre cédée par les Swazis à Lydenburg. Les Zoulous affirment que les Swazis sont leurs vassaux et par conséquent n'avaient pas le droit de se séparer de ce territoire. Au cours de l'année, un commando boer commandé par Paul Kruger et une armée menée par Cetshwayo ont été affectées pour défendre la frontière nouvellement acquise d'Utrecht. Les forces zouloues reprennent leur territoire au nord de la Pongola. Des questions se posent également quant à la validité des documents signés par les Zoulous concernant la bande d'Utrecht. En 1869, les services du lieutenant-gouverneur du Natal Robert William Keate (en) sont acceptés par les deux parties comme arbitre, mais la tentative de régler les désaccords s'avère infructueuse.
Cetshwayo autorise les missionnaires européens dans le Zoulouland, cependant leurs activités ne sont pas les bienvenues pour lui. Bien qu'il ne fasse pas de mal ou persécute les missionnaires eux-mêmes, plusieurs convertis sont tués. Les missionnaires, pour leur part, étaient une source de comptes rendus hostiles. Alors que de nombreux Zoulous de factions rivales fuient vers le Natal et quelques-unes des régions avoisinantes, Cetshwayo maintient les relations pacifiques avec les colons du Natal qui avaient prévalu pendant des décennies. Tel fut le contexte politique lorsque Cetshwayo devint maître absolu des Zoulous lors de la mort de son père en 1873.

#### Forces armées zouloues
En tant que dirigeant, Cetshwayo perpétue les méthodes militaires de son oncle Chaka autant que possible, formant de nouveaux régiments regroupés par âge (en) et réussit même à équiper ses troupes de quelques fusils archaïques et autres armes à feu désuètes. La plupart des guerriers zoulous sont armés d'un iklwa (amélioration zouloue de la sagaie) et d'un bouclier en peau de vache,. L'armée zouloue est entrainée à l'utilisation de ces armes, tandis que certains Zoulous ont également des armes à feu, mais leur entraînement au tir est minimal et la qualité et l'approvisionnement en poudre et en plomb épouvantable. L'attitude des Zoulous envers les armes à feu est qu'« en général les guerriers zoulous n'ont pas d'armes à feu - les armes d'un lâche, comme ils disent, car elles permettent à un poltron de tuer un brave sans attendre son attaque ».
L'armée de Cetshwayo comptait peut-être 35 000 hommes, c'était essentiellement une milice qui pourrait être appelée en cas de danger pour la sécurité nationale.
Elle a une capacité logistique très limitée et ne peut rester mobilisée que quelques semaines avant que les troupes ne soient obligées de retourner à leurs tâches civiles.

## Commission frontalière et ultimatum

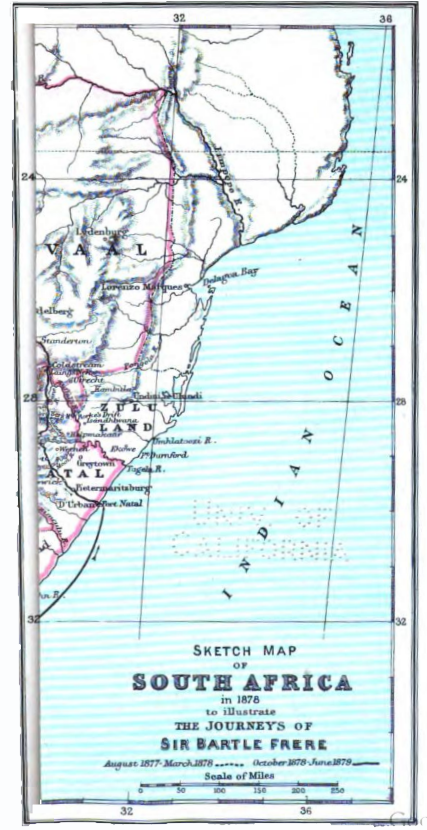
Carte du Zoulouland en 1878

La tension entre Cetshwayo et le Transvaal sur les différends frontaliers continue.
Theophilus Shepstone, que Cetshwayo considère comme son ami, l'avait soutenu dans le différend frontalier, mais en 1877 il dirige une petite troupe dans le Transvaal et persuade les Boers à renoncer à leur indépendance.
Shepstone devint administrateur du Transvaal et dans ce rôle il voit le différend frontalier de l'autre côté.
Il affirme avoir des preuves appuyant la position des Boers, mais finalement, il omet de toutes les fournir.
Lors d'une réunion avec les notables zoulou à Blood River en octobre 1877, il tente d'apaiser les Zoulous avec des discours paternels, mais ceux-ci ne sont pas convaincus et accusent Shepstone de les avoir trahis.
Les rapports ultérieurs de Shepstone à Lord Carnarvon commencent alors à dépeindre les Zoulous comme une menace agressive alors qu'il avait auparavant présenté Cetshwayo sous un jour plus favorable.
En février 1878, une commission est nommée par Henri Bulwer (en), le lieutenant-gouverneur du Natal depuis 1875, pour rendre compte des questions frontalières. La commission remet son rapport en juillet et est presque entièrement en faveur des Zoulous. Toutefois, Henry Bartle Frere, alors haut-commissaire et appuyant toujours le plan de fédération de Carnarvon, caractérise l'attribution de « partiale et injuste pour les Boers » , stipule que sur la terre donnée aux Zoulous, les Boers y vivant devraient être compensés s'ils la quittent ou protégés s'ils restent. En outre, Bartle Frere prévoit d'utiliser la réunion avec les représentants Zoulous sur le rapport de la commission frontalière pour présenter un ultimatum surprise qu'il avait mis au point et qui permettrait aux forces britanniques dirigées par lord Chelmsford (qu'il avait été autorisé à utiliser uniquement pour la défense contre une invasion zouloue du Natal) d'envahir le Zoulouland. Trois incidents ont eu lieu fin juillet, en août et septembre que Bartle Frere saisit comme son casus belli et qui sont la base de l'ultimatum auquel il sait que Cetshwayo ne peut se conformer,, lui donnant un prétexte pour attaquer le royaume zoulou,.
Les deux premiers incidents sont liés à la fuite dans le Natal de deux épouses de Sihayo kaXonga, puis leur capture et leur exécution par son frère et ses fils, et sont décrits ainsi :

« Une femme du chef Sihayo l'avait quitté et s'était échappée au Natal. Elle a été suivie [le 28 juillet 1878] par un groupe de Zoulous menés par Mehlokazulu, le fils du chef Sihayo et son frère, capturée au kraal où elle avait trouvé refuge et ramenée au Zoulouland où elle a été mise à mort, conformément à la loi zoulou.
Une semaine plus tard, les mêmes jeunes hommes, avec deux autres frères et un oncle, capturent de la même manière une autre femme de Sihayo venue se réfugier, en compagnie du jeune homme avec qui elle avait fui. Cette femme a également été ramenée, et on suppose qu'elle a été mise à mort de la même manière, le jeune homme qui l'accompagnait, bien que coupable aux yeux des Zoulous d'un crime plus odieux, punissable de mort, était protégé d'eux sur le sol anglais ; ils ne l'ont pas touché. »

Le troisième incident est survenu en septembre, quand deux hommes ont été détenus tandis qu'ils étaient sur un banc de sable de la rivière Tugela près du Middle Drift (gué du milieu). Bartle Frere décrit cette affaire dans une dépêche à Michael Hicks Beach, qui avait remplacé Carnarvon en tant que secrétaire d'État pour les Colonies :

« M. Smith, un inspecteur du département du Génie colonial, était en service d'inspection de la route qui descend vers la Tugela, près de Fort Buckingham, qui avait été construite il y a quelques années par ordre de  Garnet Wolseley et accompagné par M. Deighton, un commerçant, résidant à Fort Buckingham, descendit au gué sur la Tugela. Le courant était très faible et coulait sous la rive zouloue, mais ils étaient de ce côté et ne l'avaient pas franchi quand ils ont été entourés par un groupe de 15 ou 20 Zoulous armés, faits prisonniers et enlevés avec leurs chevaux, qui étaient sur la rive du Natal de la rivière et malmenés et menacés pendant un certain temps, bien que, finalement, avec les sollicitations d'un chef qui est arrivé, ils ont été libérés et autorisés à partir. »

En eux-mêmes, ces incidents étaient des motifs futiles sur lesquels fonder une invasion du Zoulouland. Bulwer ne tient d'abord pas Cetshwayo responsable pour la capture et l'assassinat des deux femmes, qui n'est manifestement pas un acte politique.

« J'ai envoyé un message au roi zoulou pour l'informer de cet acte de violence et d'indignation de ses sujets dans le territoire du Natal et pour lui demander de livrer à ce gouvernement pour être jugés pour leur crime, en vertu des lois de la Colonie, les personnes de Mehlokazulu et Bekuzulu les deux fils de Sirayo qui étaient les meneurs du groupe. »

Cetshwayo traite la requête plutôt légèrement, répondant :

« Cetywayo est désolé d'avoir à reconnaître que le message apporté par Umlungi est vrai, mais il supplie son Excellence de ne pas le prendre le sous le jour qu'il voit que le gouvernement du Natal semble le faire, selon ce que les fils de Sirayo ont fait il ne peut attribuer qu'un acte inconsidéré de garçons qui dans leur zèle pour le foyer de leur père n'ont pas pensé à ce qu'ils faisaient. Cetywayo reconnaît qu'ils méritent d'être punis et il envoie une partie de ses izinDuna, qui suivront Umlungi avec ses mots. Cetywayo établit qu'aucun acte de ses sujets ne lui fera se quereller avec ses pères de la maison de Chaka. »

La plainte originale remise à Cetshwayo par le lieutenant-gouverneur est sous la forme d'une requête pour la remise des coupables. La requête est ensuite transformée par Bartle Frere en une « demande ». Bartle Frere écrit à Hicks Beach, le 30 septembre 1878 :

« En dehors de ce que peut être le vœu général de la nation zouloue, il me semble que la capture des deux femmes réfugiées en territoire britannique par une force armée franchissant une frontière sans équivoque et bien connue et de les emmener et les assassiner avec un mépris pour les remontrances des policiers du Natal, est elle-même une insulte et une violation du territoire britannique qui ne peut être mise de côté et à moins qu'excusée et expiée pour le respect des exigences du lieutenant-gouverneur, que les dirigeants des groupes meurtriers doivent être remis à la justice, il sera nécessaire d'envoyer au roi zoulou un ultimatum qui devra mettre fin aux relations pacifiques avec nos voisins. »

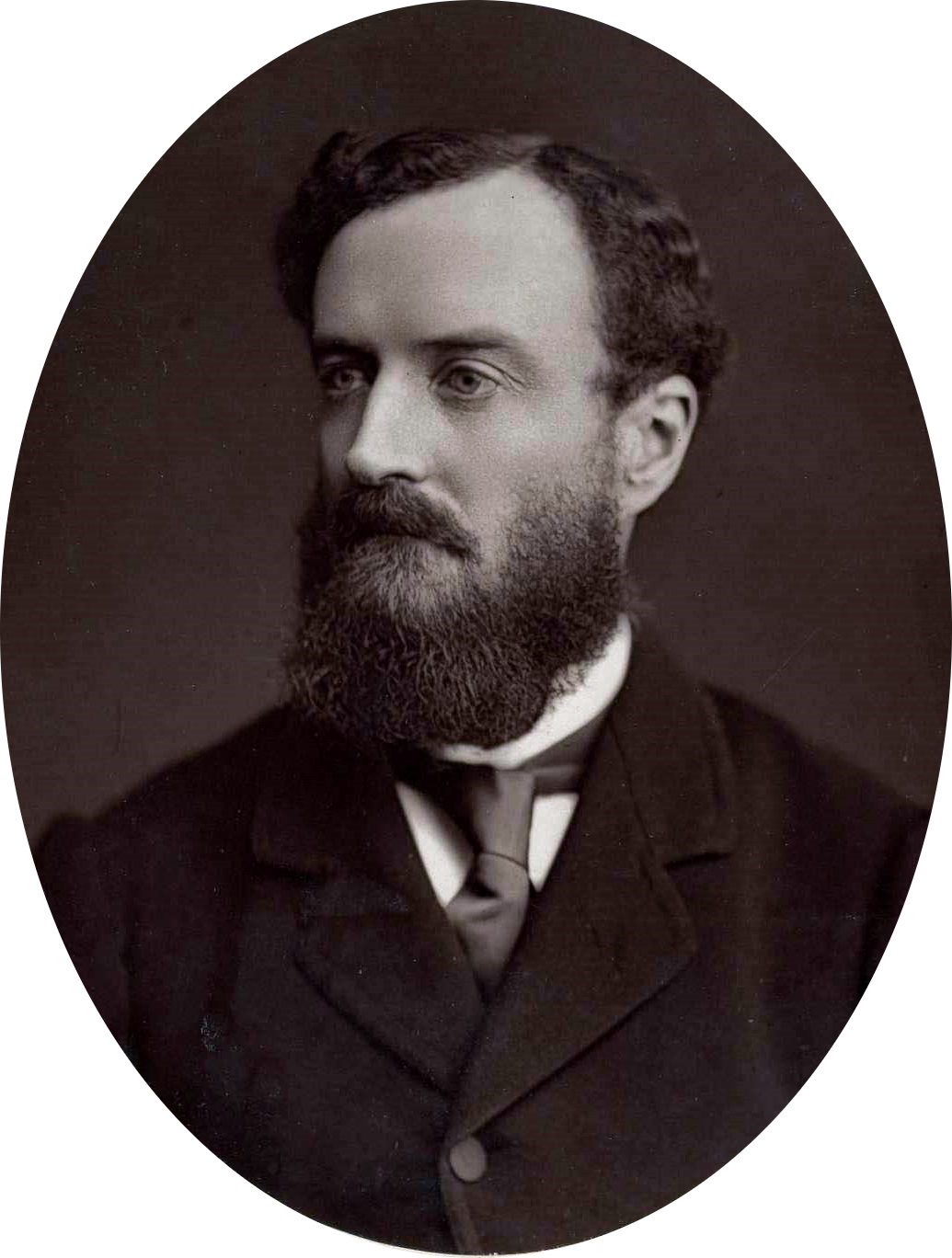
Michael Hicks Beach.

En réponse, dans au moins trois dépêches des 17 octobre, 21 novembre et 18 décembre, Hicks Beach établit catégoriquement que la guerre doit être évitée et qu'une invasion britannique du Zoulouland est interdite. De l'envoi du 21 novembre :

« […]Il est de mon devoir de vous faire comprendre qu'en fournissant ces renforts, c'est la volonté du gouvernement de Sa Majesté de ne pas fournir des moyens pour une campagne d'invasion et de conquête, mais à apporter une protection qui peut être nécessaire à ce stade à la vie et aux biens des colons. Bien que l'aspect actuel des choses soit menaçant à un haut degré, je ne peux en aucun cas arriver à la conclusion que la guerre avec les Zoulous soit inévitable et je suis persuadé que vous, de concert avec H. Bulwer, allez faire des efforts pour surmonter les difficultés existantes grâce à votre jugement et votre patience et pour éviter un mal désapprouvé comme une guerre zouloue. »

Après de longues discussions et échanges de vues entre Bartle Frere et Henry Ernest Gascoyne Bulwer (en), il est décidé d'organiser une réunion avec des représentants du roi zoulou. La raison apparente pour cet indaba était de présenter les conclusions tant attendues de la Commission frontalière au peuple zoulou. L'occasion est aussi utilisée pour présenter un ultimatum au roi.
Au moment où l'ultimatum est présenté, les deux infractions par les fils Sihayo et la brutalisation de Smith et Deighton ne sont qu'une partie des justifications utilisées, comme plusieurs évènements sont arrivés dans l'intervalle. L'un d'eux est la rupture apparente des promesses que Cetshwayo avait faites à M. Theophilus Shepstone lors de son sacre de 1872. Cette pièce de théâtre burlesque avait été convenue par Cetshwayo simplement pour satisfaire les désirs de Shepstone et ne signifiait rien pour le peuple zoulou. En effet, sa mise en place réelle parmi les Zoulous avait eu lieu quelques semaines plus tôt quand il avait été acclamé par ses izinDuna>.
Un deuxième ajout à l'ultimatum, qui ressemble presque comme une réflexion après coup, a nécessité la reddition de Umbelini kaMswati. Mbelini était le fils d'un roi swazi qui avait contesté en vain la succession avec son frère, ce qui avait entraîné son exil du royaume. Il s'était réfugié auprès de Cetshwayo et a obtenu des terres dans la région de la rivière Ntombe dans l'ouest du Zoulouland (Il est tout à fait possible que Cetshwayo le considérait comme un tampon utile entre lui et les Boers du Transvaal). Là-bas, il s'installe sur le Tafelberg, une montagne au sommet plat qui surplombe la rivière. Quelque peu brigand, Mbelini fait des raids sur n'importe qui dans sa région, Boers comme Zoulous, accumulant des bovins et des prisonniers par la même occasion. Avec l'annexion du Transvaal, la Grande-Bretagne a également à s'occuper de Umbelini et, parce que Bartle Frere est convaincu que le chef des bandits est à la solde du roi zoulou, sa reddition a été incluse dans l'ultimatum. La manière dont Mbelini était considéré est montré dans ce paragraphe tiré d'un mémorandum écrit par Henry Bulwer :

« Le roi a désavoué les actes d'Umbilini en disant qu'Umbilini lui avait causé des problèmes, qu'il avait quitté le pays zoulou afin d'arracher la chefferie du Swaziland à son frère, le chef en titre et que s'il revenait, il devrait le tuer. Mais il rien ne prouve qu'il l'ait puni d'une quelconque façon et, au contraire, il est plutôt certain que, même si Umbilini n'a pas agi avec l'ordre exprès de Cetywayo, il l'a fait en savant que ce qu'il faisait serait agréable au roi. »

Bartle Frere est accusé de chicaner en profitant délibérément du temps qu'il faut pour la correspondance entre l'Afrique du Sud et Londres pour dissimuler ses intentions à ses chefs politiques ou tout au moins à différer la transmission des informations nécessaires jusqu'à ce qu'il soit trop tard pour eux d'agir. La première indication au gouvernement britannique de son intention de faire des demandes sur les Zoulous se trouve dans une lettre privée à Hicks Beach écrite le 14 octobre 1878. La lettre n'arrive à Londres que le 16 novembre, pendant ce temps les messagers avaient déjà été envoyés du Natal au roi zoulou pour demander la présence d'une délégation dans le bas Tugela le 11 décembre pour recevoir les conclusions de la Commission frontalière. Si Hicks Beach avait alors envoyé un télégramme interdisant toute action autre que l'annonce du tracé des frontières, il aurait pu arriver en Afrique du Sud juste à temps pour empêcher l'ultimatum d'être présenté. Aucune interdiction n'a été envoyée et on pouvait difficilement s'attendre à ce que cela ait été fait sachant que Hicks Beach n'avait aucun moyen de connaître l'urgence des événements en cours. Rien dans la lettre de Bartle Frere n'indiquait dans combien de temps il avait l'intention d'agir ni ne suggérait que ses demandes seraient si strictes.
En janvier 1879, Hicks Beach écrit à Bartle Frere :

« Je peux observer que les communications qui ont été précédemment reçues de vous n'avait pas entièrement préparé [le Gouvernement de Sa Majesté] pour l'option que vous avez jugé nécessaire de choisir. Les démarches faites par Lord Chelmsford et vous l'automne dernier pour le besoin urgent de renforcer les forces de Sa Majesté en Afrique du Sud ont été basées sur le danger imminent d'une invasion du Natal par les Zoulous et les moyens insuffisants à ce moment-là à votre disposition pour y répondre. Pour assurer la protection des vies et des biens des colons, les renforts demandés ont été fournis et, en vous informant de la décision du Gouvernement de Sa Majesté, j'ai eu l'occasion de vous faire comprendre l'importance d'utiliser tous les moyens nécessaires pour éviter la guerre. Mais les termes que vous avez dictées le roi zoulou, cependant nécessaires pour soulager la colonie à l'avenir d'un danger imminent et en augmentation, sont évidemment tels qu'il est improbable qu'il ne refuse pas, même au risque de la guerre et je regrette que la nécessité d'une action immédiate vous ait semblé si impérative pour que vous excluiez le risque de retard causé par la consultation du gouvernement de Sa Majesté sur un sujet d'une telle importance que les termes que Cetywayo devraient être tenu d'accepter avant que ces termes ne soient effectivement présentés au roi zoulou. »

Hicks Beach avait auparavant admis son impuissance envers les actions de Bartle Frere dans une note à son Premier ministre :

« J'ai bien fait comprendre ce point de vue à Sir B. Frere, à la fois officiellement et en privé, du mieux que j'ai pu. Mais je ne peux pas vraiment le contrôler sans télégraphe (je ne sais pas si je pourrais avec un), j'estime qu'il est aussi probable qu'il soit en guerre ou non avec les Zoulous à l'heure actuelle. »

Bartle Frere veut provoquer un conflit avec les Zoulous et il réussit. Cetshwayo rejette les demandes du 11 décembre, en ne répondant pas à la fin de l'année. Bartle Frere accorde une concession jusqu'au 11 janvier 1879, après quoi il considère qu'un état de guerre existe. Les forces britanniques destinées à la défense du Natal sont déjà en marche avec l'intention d'attaquer le royaume zoulou. Le 10 janvier, elles sont positionnées à la frontière, le 11 elles la traversent et envahissent le Zoulouland.

### Termes de l'ultimatum
Termes qui ont été inclus dans l'ultimatum adressé aux représentants du roi Cetshwayo sur les rives de la rivière Tugela le 11 décembre 1878. Aucune date n'est fixée pour le respect du point 4. 20 jours ont été autorisés pour la conformité avec les articles 1-3, ce qui fait jusqu'au 31 décembre inclus. 10 jours de plus ont été autorisés pour la conformité avec les exigences restantes: les articles 4-13. Les délais précédents ont été par la suite modifiés de telle sorte que tous expirent le 10 janvier 1879.
1. Remise des trois fils de Sihayo et de son frère pour être jugés par les tribunaux du Natal.
2. Le paiement d'une amende de cinq cents têtes de bétail pour les outrages commis par les personnes ci-dessus et pour le retard de Cetshwayo à répondre à la demande du gouvernement du Natal pour la remise des contrevenants.
3. Le paiement d'une centaine de têtes de bétail pour l'infraction commise contre MM.Smith et Deighton.
4. Remise du chef Swazi Umbilini et des autres nommés ci-après, afin d'être jugés par les tribunaux du Transvaal.
5. Respect des promesses du couronnement.
6. Que l'armée zouloue soit dissoute et les hommes autorisés à rentrer chez eux.
7. Que le système militaire zoulou soit interrompu et que d'autres règlements militaires soient adoptés, décidés après consultation avec le Grand Conseil et des représentants britanniques.
8. Que chaque homme, quand il arrive à l'âge adulte, soit libre de se marier.
9. Tous les missionnaires et leurs convertis, qui ont vécu jusqu'en 1877 dans le Zoulouland, doivent être autorisés à revenir et réoccuper leurs possessions.
10. Tous ces missionnaires doivent être autorisés à enseigner et à tout Zoulou, s'il le désire, doit être libre d'écouter leur enseignement.
11. Un agent britannique doit être autorisé à résider dans le Zoulouland, pour observer que les dispositions ci-dessus sont réalisées.
12. Tous les litiges dans lesquels un missionnaire ou un européen est en cause, doivent être entendus par le roi en public et en présence de l'agent britannique résident.
13. Aucune peine d'expulsion du Zululand ne doit être réalisée jusqu'à ce qu'elle ait été approuvée par l'agent britannique résident.

Pour sa part, Cetshwayo a vigoureusement tenté d'éviter la guerre avec les Britanniques et si elle se produisait, d'en limiter la portée et les effets. Il ordonne à ses troupes de défendre leur pays seulement s'il est attaqué et de ne pas porter la guerre au-delà de ses frontières. Il les dirige pour tuer uniquement les soldats réguliers britanniques dans leurs tuniques rouges[réf. nécessaire].

## Première invasion et revers pour les Britanniques

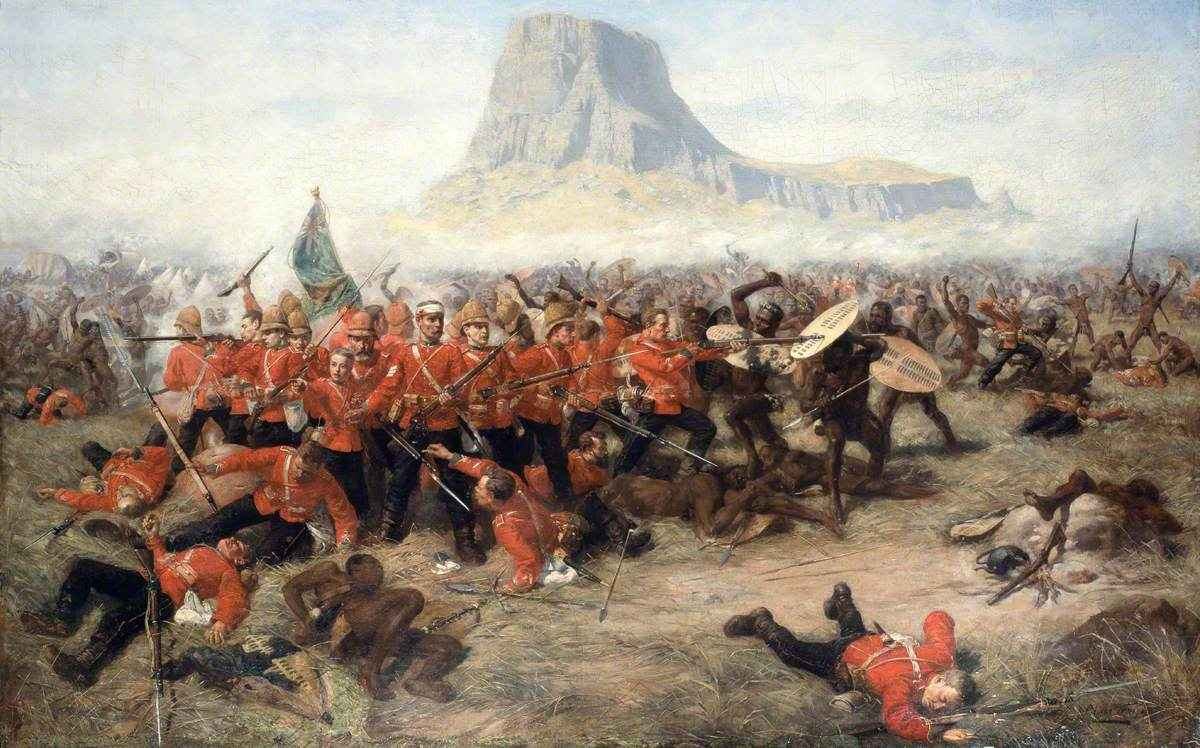
La bataille d'Isandhlwana par Edwin Fripp (1854–1906)

Le prétexte de la guerre a ses origines dans les différends frontaliers entre le chef zoulou Cetshwayo et les Boers dans la région du Transvaal. À la suite d'une commission d'enquête sur le différend frontalier qui rend un rapport en faveur de la nation zouloue en juillet 1878, Henry Bartle Frere, agissant de son propre chef, ajoute un ultimatum à la réunion de la commission, à la grande surprise des représentants Zoulous qui le transmettent ensuite à Cetshwayo. Celui-ci ne donne aucune réponse à l'ultimatum avant son expiration, à la fin de l'année. Une prolongation est accordée par Bartle Frere jusqu'au 10 janvier 1879. Cetshwayo ne répond pas aux exigences absurdes de Bartle Frere, et le 11 janvier 1879, une force britannique commandée par le lieutenant-général Frederic Augustus Thesiger envahit le Zoulouland, sans autorisation du gouvernement britannique,
Lord Chelmsford, commandant en chef des forces britanniques pendant la guerre craint que les Zoulous n'évitent le combat. Il avait initialement prévu une invasion du Royaume zoulou par cinq colonnes composées de plus de 15 000 hommes conçues pour encercler l'armée zouloue et la forcer à se battre.
Durant les opérations, Lord Chelmsford n'établit finalement que trois colonnes d'invasion : la colonne principale centrale, désormais composée de quelque 7 800 hommes qui composaient la colonne no 3 et la colonne no 2 de Durnford, sous son commandement direct. Il déplace ses troupes à partir de Pietermaritzburg dans un camp avancé à Helpmekaar après Greytown. Le 9 janvier 1879, date du début de l'invasion, les trois colonnes se placent respectivement au Bas Tugela, au gué de Rorke et à Utrecht, leur objectif étant Ulundi, la capitale royale.
L'entrée initiale des trois colonnes ne rencontre pas d'opposition. Le 22 janvier la colonne du centre, qui avait avancé du gué de Rorke, campe près de Isandlwana. Le matin de ce jour, Lord Chelmsford divise ses forces et se déplace pour soutenir un groupe de reconnaissance, quittant le camp qui reste sous les ordres du colonel Pulleine. Les Britanniques sont pris de vitesse par la principale armée zouloue forte de presque 20 000 hommes dirigée par Ntshingwayo Khoza. Chelmsford est attiré vers l'est avec une grande partie de sa colonne centrale par une force de diversion zouloue tandis que la force principale Impi attaque son camp. Les Britanniques allaient bientôt regretter la décision de Chelmsford de ne pas établir de défenses pour le camp britannique, contrairement à la doctrine établie et en ignorant les informations que les Zoulous étaient à portée de main. La bataille d'Isandlwana qui suit est la plus grande victoire du royaume zoulou de la guerre. La colonne du centre britannique est détruite et son camp anéanti avec de lourdes pertes ainsi que la perte de tous ses approvisionnements, munitions et transports. La défaite ne laisse pas d'autre choix à Chelmsford que de se replier hâtivement du Zoulouland. À la suite de la bataille, un groupe de réserve de 4 000 Zoulous monte un raid non autorisé sur le poste frontalier de l'armée britannique du gué de Rorke situé à proximité et sont chassés après 10 heures de combats acharnés.

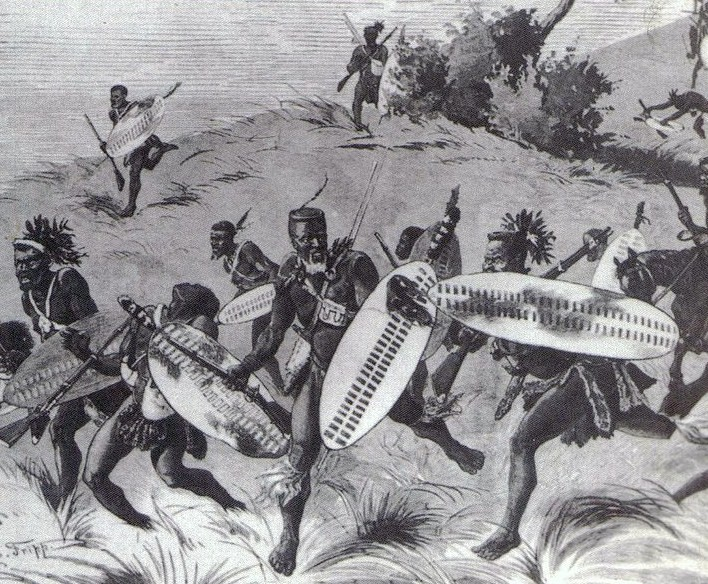
Guerriers zoulous par Charles Edwin Fripp (1879)

Tandis que la colonne centrale britannique sous le commandement de Chelmsford était occupée ainsi, la colonne du flanc droit, sur la côte, dirigée par le colonel Charles Pearson, traverse la rivière Tugela, subit des escarmouches avec un impi zoulou qui tentait de mettre en place une embuscade sur la rivière Inyezane et avance jusqu'à l'établissement missionnaire déserté de Eshowe, qu'il se met à fortifier. En apprenant la catastrophe à Isandlwana, Pearson planifie de se replier au-delà de la rivière Tugela. Toutefois, avant qu'il ait décidé s'il allait appliquer ce plan ou non, l'armée zouloue réussit à couper ses lignes d'approvisionnement et le siège d'Eshowe commence.
Pendant ce temps la colonne du flanc gauche à Utrecht, commandée par le colonel Evelyn Wood, avait été chargée d'occuper les tribus zoulous du nord-ouest du Zoulouland et de les empêcher d'interférer avec l'avance de la colonne centrale britannique sur Ulundi. À cette fin Wood met en place un camp au kraal de Tinta, à seulement 10 miles au sud de la Montagne Hlobane, où une force de 4 000 Zoulous est repérée. Il prévoit de les attaquer le 24 janvier, mais en apprenant la catastrophe d'Isandlwana, il décide de retourner sur le kraal. Ainsi, un mois après l'invasion britannique, seule la colonne du flanc gauche est restée militairement efficace et est trop faible pour mener la campagne seule. La première invasion du Zululand est un échec.
Il n'a jamais été dans l'intention de Cetshwayo d'envahir le Natal, mais simplement de lutter à l'intérieur des limites du royaume zoulou[réf. nécessaire]. Chelmsford utilise les deux mois suivants pour regrouper et reconstruire une nouvelle force d'invasion avec l'intention initiale de soulager Pearson à Eshowe. Le gouvernement britannique dépêche sept régiments de renforts au Natal, ainsi que deux batteries d'artillerie.
Le 12 mars, une escorte armée de provisions marchant vers Luneberg est battue par environ 500 Zoulous à la bataille de la Ntombe, les forces britanniques subissent 80 pertes et toutes les réserves sont perdues. Les premières troupes arrivent à Durban le 7 mars. Le 29 une colonne commandée par lord Chelmsford, constituée de 3 400 Britanniques et 2 300 soldats africains, marche au secours d'Eshowe, des camps retranchés étant formés chaque nuit.
Chelmsford avait ordonné aux troupes d'Evelyn Wood d'attaquer la forteresse zouloue abaQulusi à Hlobane. Le lieutenant-colonel Redvers Buller mène l'attaque d'Hlobane le 28 mars. Cependant, alors que l'armée zouloue principale de 20 000 hommes avance pour aider ses membres assiégés, l'armée britannique commence une retraite qui se transforme en déroute et sont poursuivis par 1 000 abaQulusi qui infligent quelque 225 victimes aux Britanniques.
Le lendemain, 20 000 guerriers zoulous des armées abaQulusi et de Mnyamana Buthelezi attaquent les 2 068 hommes de Wood dans un camp bien fortifié à Kambula, apparemment sans l'autorisation de Cetshwayo. Les Britanniques les repoussent dans la bataille de Kambula et après cinq heures de fortes attaques les Zoulous se retirent. Les britanniques perdent 80 hommes et les Zoulous environ 800. Alors que Woods est ainsi occupé, la colonne de Chelmsford marche sur Eshowe. Le 2 avril cette force est attaquée en chemin à Gingindlovu où les Zoulous sont repoussés. Leurs pertes sont lourdes, estimés à 1 200 tandis que les Britanniques ne subissent que 2 morts et 52 blessés. Le lendemain, ils secourent les hommes de Pearson. Ils évacuent Eshowe le 5 avril, après quoi les forces zouloues l'incendient.

## Deuxième invasion et défaite des Zoulous

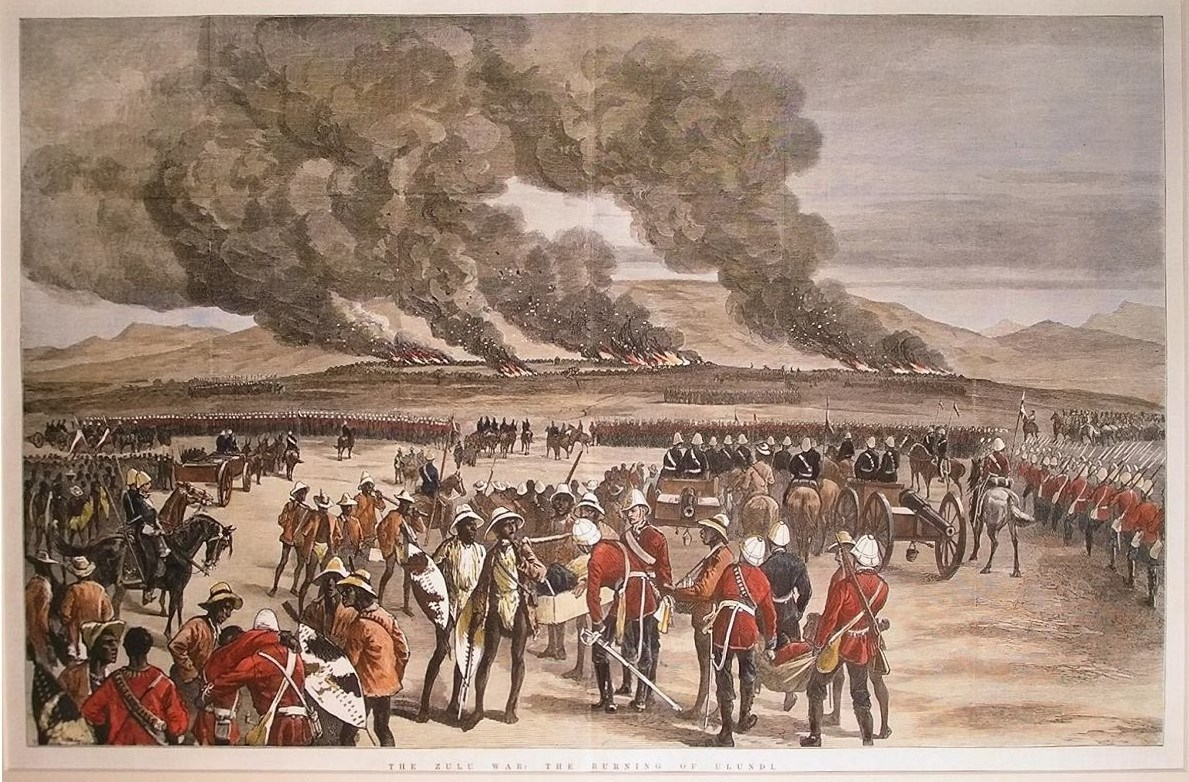
L'incendie d'Ulundi

Le nouveau départ de la seconde invasion,, plus importante avec d'importants renforts n'est pas prometteur pour les Britanniques.
Malgré leur succès à Kambula, Gingindlovu et Eshowe, ils sont de nouveau à leur position du début de janvier. Néanmoins, Chelmsford a une raison impérieuse de procéder rapidement : Garnet Wolseley a été envoyé pour le remplacer et il veut infliger une défaite décisive aux forces de Cetshwayo avant qu'il n'arrive. Avec plus de renforts arrivant, pour bientôt totaliser 16 000 Britanniques et 7 000 soldats autochtones, Chelmsford réorganise ses forces et retourne dans le Zoulouland en juin, cette fois avec une extrême prudence, construisant des camps fortifiés tout au long de son avancée pour éviter toute répétition d'Isandlwana.
L'une des premières victimes du côté britannique est l'héritier au trône français exilé, le prince impérial Louis Napoléon Bonaparte, qui s'était porté volontaire pour servir dans l'armée britannique et est tué le 1er juin alors qu'il était avec un groupe de reconnaissance.
Cetshwayo, sachant que les Britanniques qui ont été renforcés seraient un adversaire redoutable, tente de négocier un traité de paix. Chelmsford n'est pas ouvert aux négociations, car il souhaite rétablir sa réputation avant que Wolseley le relève de son commandement et il se dirige vers le kraal royal d'Ulundi avec l'intention de vaincre la principale armée zouloue. Le 4 juillet les armées s'affrontent à la bataille d'Ulundi et les forces Cetshwayo sont vaincues de manière décisive.

## Conséquences

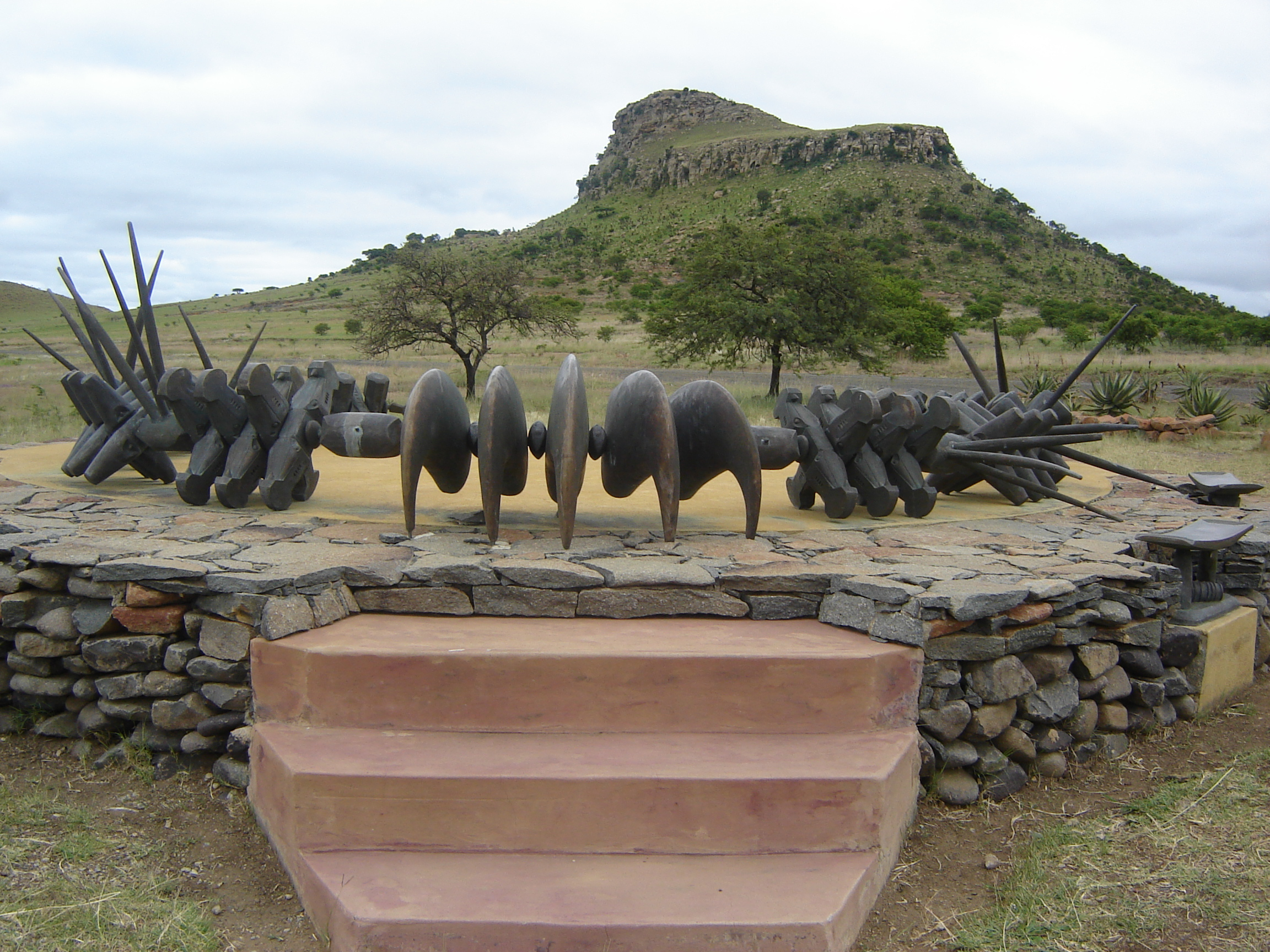
Mémorial situé à Isandlwana, il commémore les zoulous tombés ici.

Après la bataille d'Ulundi l'armée zouloue se disperse, la plupart de ses principaux chefs se rendent et Cetshwayo devient un fugitif. Wolseley, après avoir relevé Chelmsford de son commandement après Ulundi, prend en charge les opérations finales. Le 28 août le roi est capturé et envoyé au Cap (on dit que les éclaireurs ont repéré les porteurs d'eau du roi, qui se distinguaient en portant l'eau au-dessus de leurs têtes, et non pas sur leurs têtes). Sa destitution est officiellement annoncée aux Zoulous. Wolseley ne perd pas de temps à abandonner le projet de confédération de Bartle Frere et met en place un nouveau régime qui divise le Zoulouland en treize chefferies dirigées par des chefs dociles qui assurent que les Zoulous ne s'uniront plus sous les ordres d'un seul roi. La dynastie de Chaka est déposée et le pays zoulou partagé entre onze chefs zoulous, dont Zibhebhu kaMaphitha, John Robert Dunn, un aventurier blanc, et Hlubi, un chef Sotho allié aux Britanniques durant la guerre.
Chelmsford reçoit la distinction de chevalier grand-croix de l'ordre du Bain, en grande partie grâce à Ulundi, cependant, il est sévèrement critiqué par l'enquête des Horse Guards et ne servira jamais plus sur le terrain. Bartle Frere est relégué à un poste mineur au Cap.
Après la conclusion de la guerre anglo-zouloue, l'évêque Colenso intercède en faveur de Cetshwayo avec le gouvernement britannique et réussit à obtenir sa libération de Robben Island et il retourne au Zoulouland en 1883.
Un résident, Melmoth Osborn, est nommé pour servir d'intermédiaire entre les chefs zoulous et le gouvernement britannique. Cet accord conduit à beaucoup de massacres et des perturbations et en 1882, le gouvernement britannique décide de rétablir Cetshwayo. Dans l'intervalle, cependant, des vendettas avait été engendrées entre les chefs Zibhebhu kaMaphitha et Hamu d'un côté et les tribus qui avaient soutenu l'ex-roi et sa famille de l'autre. Les partisans de Cetshwayo, appelés les uSuthu, ont beaucoup souffert dans les mains des deux chefs, appuyés par quelques mercenaires boers.
Lorsque Cetshwayo est rétabli, Zibhebhu est laissé en possession de son territoire, tandis que les terres de Dunn et celles du chef Basotho (le pays entre les rivières Tugela et Umhlatuzi, c'est-à-dire adjacent au Natal) est constitué en réserve, dans laquelle des lieux devaient être fournis aux Zoulous non disposés à servir le roi restauré. Le principe consiste en l’appropriation de terres, suivi du déplacement des populations qui s’y trouvent dans des réserves destinées à cette fin, comme dans les réserves amérindiennes au Canada, dans des bantoustans en Afrique du Sud. Ce nouvel accord fut aussi futile que celui de Wolseley. Zibhebhu, ayant créé une formidable force de guerriers bien armés et entraînés et laissé en toute indépendance aux frontières du territoire de Cetshwayo, regarde avec déplaisir la réinstallation de son ancien roi et Cetshwayo voulait humilier son parent. Les forces de Zibhebhu écrasent celles des uSuthu au kraal de Cetshwayo à Ulundi le 21 juillet 1883, qui est détruite et massacrent les détenus des deux sexes qui ne peuvent pas trouver leur salut dans la fuite. Le roi s'échappe, quoique blessé, dans la forêt de Nkandla. Après des appels à Melmoth Osborn, il va à Eshowe, où il meurt peu de temps après.
Les Boers contesteront finalement l'annexion du Transvaal en décembre 1880 à l'occasion de la première guerre des Boers, qu'ils remporteront le 23 mars 1881.

## Derniers anciens combattants
Le Colour sergeant (plus tard lieutenant-colonel) Frank Bourne (en), DCM (Distinguished Conduct Medal) (1854-1945). Dernier survivant de la bataille de Rorke's Drift.
Le soldat Charles Wallace Warden (mort en 1953).

## Dans la culture populaire

### Films
- Zoulou, film de 1964 basé sur la bataille de Rorke Drift.
- L'Ultime Attaque, film de 1979 traitant de la bataille d'Isandlwana.
- Monty Python : Le Sens de la vie, film de 1983, dont un des sketchs se déroule pendant cette guerre.

### Bandes dessinées
- La série Zoulouland dont le sujet est la guerre anglo-zouloue.

### Romans
- Christophe Lambert, Zoulou kingdom, Paris, Fleuve noir, coll. « Science-fiction / Rendez-vous ailleurs », 2006, 286 p. (ISBN 978-2-265-08373-8), roman de fantasy.

### Musiques
- Sur l'album The Last Stand du groupe suédois Sabaton, le 6e morceau, Rorke's Drift, décrit les événements de la bataille.

### Sources bibliographiques
- (en) Christon I. Archer, John R. Ferris, Holger H. Herwig et Timothy H. E. Travers, World History of Warfare, Unp-Nebraska Paperback, 2008, 640 p. (ISBN 978-0-8032-1941-0 et 0-8032-1941-5, présentation en ligne)
- (en) Michael Barthorp, The Zulu War : Isandhlwana to Ulundi, Cassell, coll. « Cassell Military Trade Bks », 2002, 181 p. (ISBN 0-304-36270-0 et 978-0304362707, présentation en ligne)
- (en) S. B. Bourquin, « The Zulu Military Organization », Military History Journal, South African Military History Society, vol. 4,‎ décembre 1978 (ISSN 0026-4016)
- (en) Frances Ellen Colenso et Edward Durnford, History of the Zulu War and Its Origin, Londres, Chapman and Hall, 1880 (lire en ligne)
- (en) Jeff Guy, The Destruction of the Zulu Kingdom : The Civil War in Zululand, 1879-1884, Longman, 1979 (réimpr. 1994), 273 p. (ISBN 978-0-582-64686-5 et 978-0869808924, présentation en ligne)
- (en) James O. Gump, The Dust Rose Like Smoke : The Subjugation of the Zulu and the Sioux, University of Nebraska Press, coll. « Bison books », 1996, 178 p. (ISBN 0-8032-7059-3 et 978-0803270596, présentation en ligne)
- (en) Ian Knight (ill. Adam Hook), British Fortifications in Zululand 1879, Osprey (no 35), 2005 (ISBN 1-84176-829-4 et 978-1841768298, lire en ligne)
- (en) Ian Knight (ill. Alan Perry), Rorke's Drift 1879 : "Pinned Like Rats in a Hole", Osprey (no 41), 1996, 96 p. (ISBN 1-85532-506-3 et 978-1855325067, lire en ligne)
- (en) Ian Knight (ill. Ian Castle), Zulu War 1879, Osprey, coll. « Essential Histories » (no 56), 2003, 96 p. (ISBN 978-1-84176-612-6 et 978-0275986285, lire en ligne)
- (en) John Laband, Historical Dictionary of the Zulu Wars, Scarecrow Press, coll. « Historical Dictionaries of War, Revolution, and Civil Unrest » (no 37), 2009, 381 p. (ISBN 978-0-8108-6078-0 et 0-8108-6078-3, lire en ligne)
- (en) Ron Lock et Peter Quantrill, Zulu Victory : The Epic of Isandlwana and the Cover-up, Greenhill, 2002, 336 p. (ISBN 978-1-85367-505-8 et 978-1853676451, présentation en ligne)
- (en) John Martineau, Life and Correspondence of Sir Bartle Frere, vol. II, Londres, J. Murray, 1895 (lire en ligne)
- (en) Donald R. Morris, The Washing of the Spears : A History of the Rise of the Zulu Nation Under Shaka and Its Fall in the Zulu War of 1879, 1998 (réimpr. 1986,1994) (1re éd. 1965), 655 p. (ISBN 978-0-306-80866-1, 978-0671628222 et 978-0712661058, présentation en ligne)
- (en) Harold E.Jr. Raugh, Anglo-Zulu War, 1879 : A Selected Bibliography, Scarecrow Press, 2011, 684 p. (ISBN 978-0-8108-7227-1 et 0-8108-7227-7, lire en ligne)
- (en) Edward M. Spiers, The Scottish Soldier and Empire, 1854-1902, Edinburgh University Press, 2006, 244 p. (ISBN 0-7486-2354-X et 978-0748623549, présentation en ligne)
- (en) Paul Singer Thompson, Black Soldiers of the Queen : The Natal Native Contingent in the Anglo-Zulu War, University of Alabama Press, 2006 (ISBN 0-8173-5368-2 et 978-0817353681, lire en ligne)